# Mina Pirquitas
Mina Pirquitas is een plaats in het Argentijnse bestuurlijke gebied Rinconada in de provincie Jujuy. De plaats telt 629 inwoners.